# المعاين (إب)

تعديل مصدري - تعديل

المعاين هي إحدى قرى عزلة الروس بمديرية إب التابعة لمحافظة إب، بلغ تعداد سكانها 375 نسمة حسب تعداد اليمن لعام 2004.